# Seoi-nage
Seoi nage (背負投) é uma das 40 técnicas básicas do judô. Classificada como uma técnica de te waza (literalmente, técnicas de mão), é a oitava técnica do primeiro grupo (dai ikkyo) do Gokyo. 
O Seoi-nage é realizado desequilibrando-se o oponente, puxando-o para a frente ou na diagonal para a direita ou para a esquerda, então coloca-se o corpo do oponente nas costas e arremessa-o por cima do ombro.
Geralmente, no Brasil, o Seoi-nage é associado ao Morote-seoi-nage (Seoi-nage com as duas mãos, o que é realizado a partir da pegada clássica, ou seja, gola esquerda do uke com a mão direita do tori e manga direita do uke com a mão esquerda do tori). O Eri-seoi-nage é semelhante ao 'Morote-seio-nage, mas a pegada é feita na gola direita do uke pela mão direita do tori.
Interessante observar que no Nage-no-kata, o Seoi-nage aplicado não é o Ippon-seoi-nage, é a forma original do golpe na qual o braço do uke é apoiado sobre o ombro do tori (O sensei Uchida, no "Curso Nacional de padronização do Nage-no-kata 2020" [Vídeo], explica a diferença).

## Descrição

### Seoi-nage

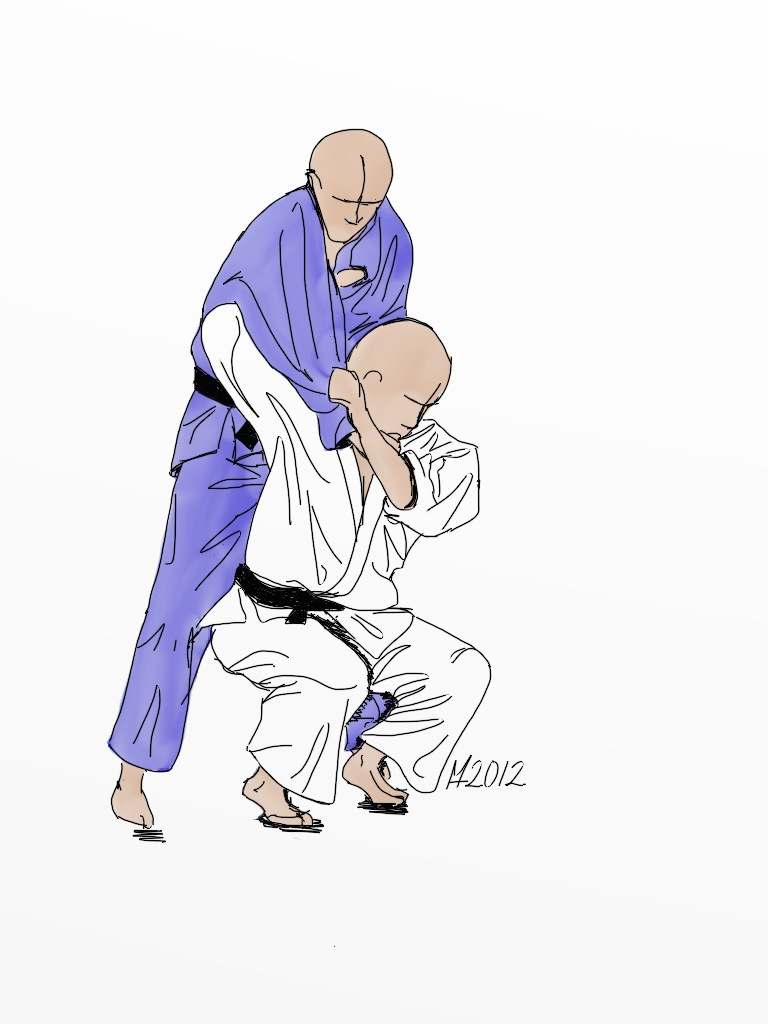
Morote-seoi-nage

Em linhas gerais, a técnica do Morote-seoi-nage é aplicada com o tori e uke realizando a pegada em uma postura natural (Migi-kumi). O tori puxa o uke para a frente enquanto se afasta um pouco para provocar o desequilíbrio. O tori então coloca seu pé direito na frente do pé direito de uke, começa a levantar o uke com ambas as mãos.
O tori dobra os dois joelhos, gira com o pé direito enquanto abaixa o quadril e coloca o pé esquerdo na frente do pé esquerdo de uke. O tori dobra o cotovelo direito e o coloca na axila do braço direito do uke, depois puxa o braço direito do uke para baixo e trava-o contra o corpo do tori, mantendo contato próximo ao peito do uke, levanta o uke e inclina o corpo para a frente. Quando endireitar os joelhos, joga o uke por cima do ombro direito. Com o braço direito do tori agindo como um eixo, o corpo de uke irá girar e cair.

### Eri-seoi-nage

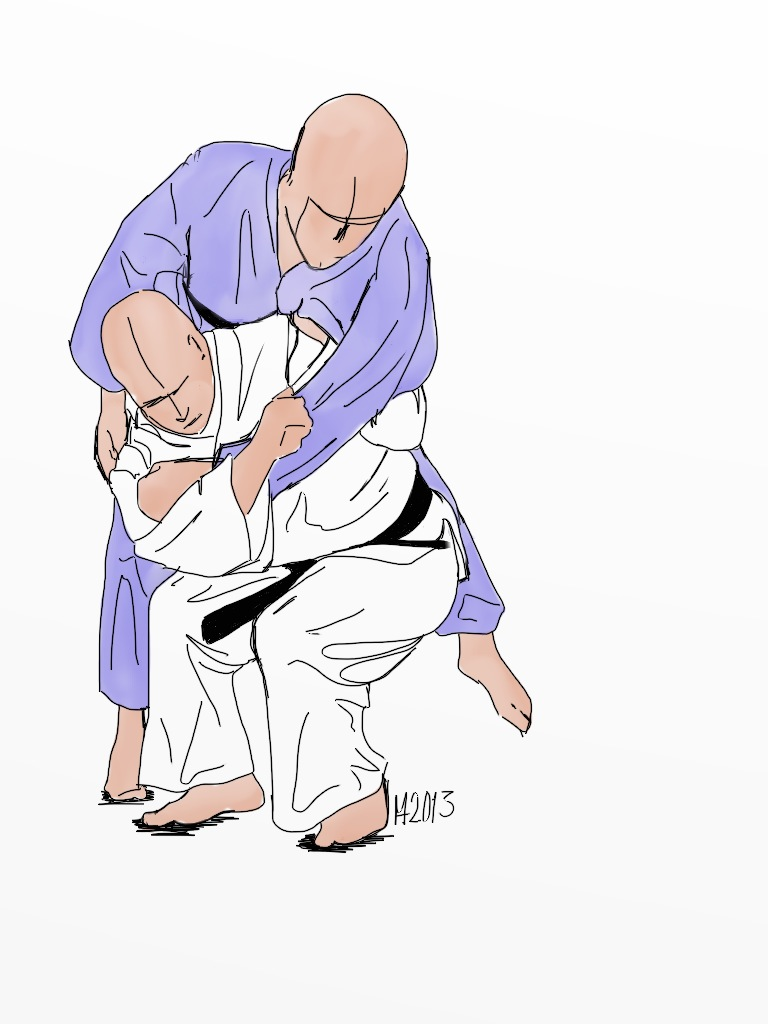
Eri-seoi-nage

A técnica do Eri-seoi-nage diferencia-se da do Morote-seoi-nage pelo ponto de pegada da mão direita do tori, passando a segurar a gola direita do uke. De resto, os movimentos são semelhantes.

### Ippon-seoi-nage

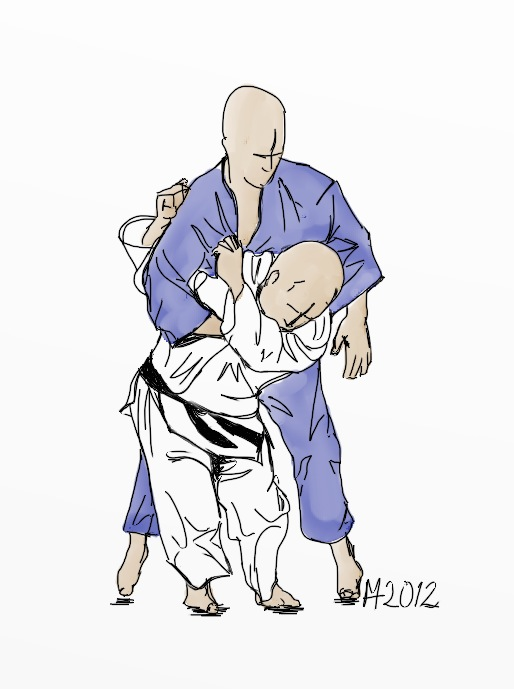
Ippon-seoi-nage

O Ippon-seoi-nage é semelhante ao Morote-seoi-nage. Para desequilibrar o uke, o tori puxa-o para frente. Enquanto o tori gira, ele desliza seu braço direito sob a axila direita do uke e prende o braço direito do uke contra seu corpo e depois o joga por cima do ombro.

### Kata-seoi-nage
O Kata-seoi-nage é semelhante ao Ippon-seoi-nage. Iniciado com a pegada em uma postura natural (Migi-kumi). Para desequilibrar o uke, o tori puxa-o para frente. Enquanto o tori gira para a direita, ele desliza seu braço esquerdo sob a axila esquerda do uke e prende o braço esquerdo do uke contra seu corpo e depois o joga por cima do ombro. Observe que é aplicado de modo diferente dos demais seoi-nage, pois inicia com a pegada destra, mas o golpe é aplicado para a esquerda.